# Zorocrates fuscus
Espèce
Synonymes
- Zorocrates fusca Simon, 1888

Zorocrates fuscus est une espèce d'araignées aranéomorphes de la famille des Zoropsidae.

## Distribution
Cette espèce est endémique du Mexique. Elle se rencontre dans les États de San Luis Potosí, de Zacatecas, du Michoacán, de Guanajuato, du Jalisco, du Guerrero, d'Oaxaca, du Veracruz, de Puebla, de Tlaxcala, d'Hidalgo, de Mexico, du Morelos et dans le District fédéral.

## Description
Le mâle décrit par Platnick et Ubick en 2007 mesure 14 mm et la femelle 16 mm.

## Publication originale
- Simon, 1888 : Études arachnologiques. 21e Mémoire. XXIX. Descriptions d'espèces et de genres nouveaux de l'Amérique centrale et des Antilles. Annales de la Société Entomologique de France, sér. 6, vol. 8, p. 203-216 (texte intégral).